# Campionati europei di ciclismo su strada 2010 - Gara in linea maschile Under-23
La gara in linea maschile Under-23 dei Campionati europei di ciclismo su strada 2010 è stata corsa il 18 luglio 2010 in Turchia, nei dintorni di Ankara, su un percorso totale di 175,5 km. La medaglia d'oro è stata vinta dal polacco Paweł Gawroński con il tempo di 4h03'08" alla media di 43,309 km/h, l'argento al portoghese Nélson Oliveira e a completare il podio il francese Arnaud Démare.
Al traguardo 93 ciclisti completarono la gara.

## Squadre partecipanti
| N.      | Cod. | Squadra         |
| ------- | ---- | --------------- |
| 151-155 | ALB  | Albania         |
| 157-158 | ARM  | Armenia         |
| 159-168 | BEL  | Belgio          |
| 169-177 | BLR  | Bielorussia     |
| 178-183 | BUL  | Bulgaria        |
| 184-187 | CRO  | Croazia         |
| 188     | CZE  | Repubblica Ceca |
| 190-198 | ESP  | Spagna          |
| 199-201 | EST  | Estonia         |
| 202     | FIN  | Finlandia       |
| 203-211 | FRA  | Francia         |
| 212     | GBR  | Gran Bretagna   |
| 213-217 | GRE  | Grecia          |
| 222-227 | IRL  | Irlanda         |
| 231-244 | ITA  | Italia          |

| N.      | Cod. | Squadra       |
| ------- | ---- | ------------- |
| 246-249 | LAT  | Lettonia      |
| 250     | LIE  | Liechtenstein |
| 251-255 | LTU  | Lituania      |
| 256-260 | LUX  | Lussemburgo   |
| 267-277 | POL  | Polonia       |
| 279-283 | PRT  | Portogallo    |
| 284-285 | ROU  | Romania       |
| 286-294 | RUS  | Russia        |
| 295-302 | SVN  | Slovenia      |
| 305-307 | SRB  | Serbia        |
| 308-317 | SUI  | Svizzera      |
| 319-322 | SVK  | Slovacchia    |
| 323-328 | SWE  | Svezia        |
| 329-336 | TUR  | Turchia       |
| 338-344 | UKR  | Ucraina       |

## Ordine d'arrivo (Top 10)
| Pos. | Corridore            | Squadra     | Tempo    |
| ---- | -------------------- | ----------- | -------- |
| 1    | Paweł Gawroński      | Polonia     | 4h03'08" |
| 2    | Nélson Oliveira      | Portogallo  | a 1"     |
| 3    | Arnaud Démare        | Francia     | a 3"     |
| 4    | Nacer Bouhanni       | Francia     | s.t.     |
| 5    | Giacomo Nizzolo      | Italia      | s.t.     |
| 6    | Juan José Lobato     | Spagna      | s.t.     |
| 7    | Marko Kump           | Slovenia    | s.t.     |
| 8    | Sjarhej Papok        | Bielorussia | s.t.     |
| 9    | Ramūnas Navardauskas | Lituania    | s.t.     |
| 10   | Sergej Šilov         | Russia      | s.t.     |